# Tuva-Lisa och anden i glaset
Tuva-Lisa och anden i glaset utkom i september år 2000 och är en roman av de svenska författarna Anders Jacobsson och Sören Olsson.

## Bokomslaget
Bokomslaget visar Tuva-Lisa och Jessica som gör anden i glaset.

## Handling
Tuva-Lisas och Jessicas ockulta intresse har väckts, då de råkat komma över ett gammalt dammigt glas på en second hand-affär. Men det är inget vanligt dricksglas, när de lägger örat intill kan de höra någon kalla på dem
Tuva-Lisa och bästisen Jessica upptäcker andra dimensioner än den så kallade verkligheten. Tillvaron tycks full av mysterier, då man väl börjat intressera sig för det som döljer sig bakom det vardagliga. Exempelvis kan en gammal dam som ser ut som en vanlig pensionär i själva verket vara en häxa som pysslar med vit magi

### Fotnoter
1. ↑  ”Tuva-Lisa och anden i glaset” (på engelska). Worldcat. 11 mars 2000. https://www.worldcat.org/title/tuva-lisa-och-anden-i-glaset/oclc/186104299&referer=brief_results. Läst 29 mars 2015.